# Rudolf Sachtleben
Rudolf Sachtleben (* 11. Dezember 1856 in Schöningen; † 6. Juli 1917 in Duisburg; vollständiger Name August Theodor Rudolf Sachtleben) war ein deutscher Chemiker und Unternehmer.

## Leben
Rudolf Sachtleben  wurde im Dezember 1856 in Schöningen im Herzogtum Braunschweig geboren, sein Vater war Leineweber, Kaufmann und Gastwirt. Sachtleben besuchte die Bürgerschule in Schöningen und das Gymnasium in Helmstedt, das er aber bereits nach der Obersekunda verließ. Er besuchte ab 1873 das Polytechnikum Hannover, um sich auf ein Universitätsstudium vorzubereiten. Ab 1875 studierte er an der Universität Halle Chemie und wechselte 1877 an die Albert-Ludwigs-Universität Freiburg. Er promovierte im selben Jahr mit der Dissertation „Isobutylameisensäure und ihre Derivate“ zum Dr. phil. Seinen Militärdienst als Einjährig-Freiwilliger absolvierte er in Magdeburg. 
Nach kurzen anderen Stationen trat er als Betriebsleiter in die Unternehmensführung der Lithopone- und Permanentweißfabrik AG in Schöningen ein. Ab 1884 war er Teilhaber des Unternehmens, das nun als Lithoponefabrik Schöningen Sachtleben & Co. firmierte. Er entwickelte ein Verfahren mit dessen Hilfe zinkhaltige Schwefelkies-Abbrände der Schwefelsäurefabriken zur Herstellung von Lithopone (ein künstliches Weißpigment) genutzt werden konnten. 
Das Unternehmen gründete 1892 ein weiteres Werk in Essenberg (seit 1907 zu Homberg, heute zu Duisburg gehörend). Zur Sicherung der Rohstoffbasis gab es ebenfalls ab 1892 Geschäftsbeziehungen mit dem Meggener Schwefelkies-Bergbau. Bislang waren die Abbrände dort ein Abfallprodukt, frühere Versuche zu ihrer Nutzung waren gescheitert. Umgekehrt hatte Sachtleben angesichts der schwankenden Rohstoffpreise Interesse daran, sich eine feste Rohstoffbasis zu sichern. Sachtleben schloss mit den Gewerkschaften Siegena und Sicilia einen Interessenvertrag und gründete gemeinsam mit ihnen die Kommanditgesellschaft Sachtleben & Co. Im Jahr 1906 wurde die Gewerkschaft Siegena mit der Kommanditgesellschaft zur Gewerkschaft Sachtleben mit Sitz in Homberg verschmolzen. Die Gewerkschaft Sicilia blieb in einem Beteiligungsverhältnis.
1909–1910 ließ sich Rudolf Sachtleben für seine fünfköpfige Familie eine repräsentative Villa in Krefeld von Friedrich Pützer bauen. Das Gebäude wurde 1938 abgebrochen.
Da Sachtleben – wie es unter erfolgreichen Unternehmern in dieser Epoche üblich war – einen Teil seines Einkommens bzw. Vermögens für soziale und kulturelle Zwecke spendete oder stiftete, wurde ihm zunächst der Ehrentitel eines (königlich preußischen) Kommerzienrats und 1912 (als höhere Stufe dieser Auszeichnung) der eines Geheimen Kommerzienrats verliehen.
Aus dem Sachtleben-Konzern sind die heutigen Unternehmen Sachtleben Chemie GmbH und Sachtleben Minerals GmbH & Co KG hervorgegangen.